# U.S. Men's Clay Court Championships 2011 - Qualificazioni singolare
Le qualificazioni del singolare  dell'U.S. Men's Clay Court Championships 2011 sono state un torneo di tennis preliminare per accedere alla fase finale della manifestazione. I vincitori dell'ultimo turno sono entrati di diritto nel tabellone principale. In caso di ritiro di uno o più giocatori aventi diritto a questi sono subentrati i lucky loser, ossia i giocatori che hanno perso nell'ultimo turno ma che avevano una classifica più alta rispetto agli altri partecipanti che avevano comunque perso nel turno finale.
Il tabellone e gli incontri disputatisi per le qualificazioni al tabellone principale del torneo di Houston sono i seguenti.

## Giocatori

### Teste di serie
1. Alex Bogomolov Jr. (ultimo turno)
2. Donald Young (ultimo turno)
3. Marinko Matosevic (secondo turno)
4. Paul Capdeville (qualificato)

1. Rik De Voest (primo turno)
2. Franko Škugor (qualificato)
3. Ivo Karlović (qualificato)
4. Grega Žemlja (secondo turno)

### Qualificati
1. Franko Škugor
2. Ivo Karlović

1. Tim Smyczek
2. Paul Capdeville

## Tabellone qualificazioni

### 1ª sezione
|  | Primo turno       | Primo turno        | Primo turno        | Primo turno | Primo turno |  |  | Secondo turno | Secondo turno      | Secondo turno      | Secondo turno | Secondo turno |   |   | Ultimo turno | Ultimo turno       | Ultimo turno | Ultimo turno | Ultimo turno |  |
|  |                   |                    |                    |             |             |  |  |               |                    |                    |               |               |   |   |              |                    |              |              |              |  |
|  | 1                 | Alex Bogomolov Jr. | Alex Bogomolov Jr. | 6           | 6           |  |  |               |                    |                    |               |               |   |   |              |                    |              |              |              |  |
|  |                   | Joseph Sirianni    | Joseph Sirianni    | 1           | 2           |  |  | 1             | Alex Bogomolov Jr. | Alex Bogomolov Jr. | 6             | 6             |   |   |              |                    |              |              |              |  |
|  | Nicolás Massú     | Nicolás Massú      | 3                  | 6           | 6           |  |  |               | Nicolás Massú      | Nicolás Massú      | 4             | 1             |   |   |              |                    |              |              |              |  |
|  | Michael Yani      | Michael Yani       | 6                  | 1           | 4           |  |  |               |                    |                    |               |               |   |   | 1            | Alex Bogomolov Jr. | 6            | 1            | 4            |  |
|  | Daniel Yoo        | Daniel Yoo         | 2                  | 6           | 6           |  |  |               |                    | 6                  | Franko Škugor | 2             | 6 | 6 |              |                    |              |              |              |  |
|  | Santiago González | Santiago González  | 6                  | 2           | 3           |  |  |               | Daniel Yoo         | 6                  | 0             | 2             |   |   |              |                    |              |              |              |  |
|  |                   | Jesse Witten       | Jesse Witten       | 1           | 2           |  |  | 6             | Franko Škugor      | 4                  | 6             | 6             |   |   |              |                    |              |              |              |  |
|  | 6                 | Franko Škugor      | Franko Škugor      | 6           | 6           |  |  |               |                    |                    |               |               |   |   |              |                    |              |              |              |  |

### 2ª sezione
|  | Primo turno    | Primo turno    | Primo turno    | Primo turno | Primo turno |  |  | Secondo turno | Secondo turno  | Secondo turno  | Secondo turno | Secondo turno |   |   | Ultimo turno | Ultimo turno | Ultimo turno | Ultimo turno | Ultimo turno |  |
|  |                |                |                |             |             |  |  |               |                |                |               |               |   |   |              |              |              |              |              |  |
|  | 2              | Donald Young   | Donald Young   | 6           | 6           |  |  |               |                |                |               |               |   |   |              |              |              |              |              |  |
|  | WC             | Ashok Narayana | Ashok Narayana | 0           | 1           |  |  | 2             | Donald Young   | Donald Young   | 6             | 6             |   |   |              |              |              |              |              |  |
|  | Jun Woong-sun  | Jun Woong-sun  | Jun Woong-sun  | 3           | 4           |  |  |               | Peter Polansky | Peter Polansky | 3             | 4             |   |   |              |              |              |              |              |  |
|  | Peter Polansky | Peter Polansky | Peter Polansky | 6           | 6           |  |  |               |                |                |               |               |   |   | 2            | Donald Young | Donald Young | 4            | 4            |  |
|  | Greg Ouelette  | Greg Ouelette  | Greg Ouelette  | 1           | 3           |  |  |               |                | 7              | Ivo Karlović  | Ivo Karlović  | 6 | 6 |              |              |              |              |              |  |
|  | José Acasuso   | José Acasuso   | José Acasuso   | 6           | 6           |  |  |               | José Acasuso   | 6              | 7             | 1             |   |   |              |              |              |              |              |  |
|  | WC             | Stuart Kenyon  | Stuart Kenyon  | 1           | 1           |  |  | 7             | Ivo Karlović   | 7              | 69            | 6             |   |   |              |              |              |              |              |  |
|  | 7              | Ivo Karlović   | Ivo Karlović   | 6           | 6           |  |  |               |                |                |               |               |   |   |              |              |              |              |              |  |

### 3ª sezione
|  | Primo turno | Primo turno       | Primo turno      | Primo turno | Primo turno |  |  | Secondo turno | Secondo turno     | Secondo turno     | Secondo turno | Secondo turno |   |   | Ultimo turno   | Ultimo turno   | Ultimo turno   | Ultimo turno | Ultimo turno |  |
|  |             |                   |                  |             |             |  |  |               |                   |                   |               |               |   |   |                |                |                |              |              |  |
|  | 3           | Marinko Matosevic | 6                | 1           | 6           |  |  |               |                   |                   |               |               |   |   |                |                |                |              |              |  |
|  |             | Fritz Wolmarans   | 4                | 6           | 3           |  |  | 3             | Marinko Matosevic | Marinko Matosevic | 610           | 1             |   |   |                |                |                |              |              |  |
|  |             | Frank Dancevic    | Frank Dancevic   | 7           | 7           |  |  |               | Frank Dancevic    | Frank Dancevic    | 7             | 6             |   |   |                |                |                |              |              |  |
|  | WC          | Andrea Collarini  | Andrea Collarini | 62          | 5           |  |  |               |                   |                   |               |               |   |   | Frank Dancevic | Frank Dancevic | Frank Dancevic | 3            | 64           |  |
|  | WC          | Denis Kudla       | 6                | 3           | 4           |  |  |               |                   | Tim Smyczek       | Tim Smyczek   | Tim Smyczek   | 6 | 7 |                |                |                |              |              |  |
|  |             | Tim Smyczek       | 4                | 6           | 6           |  |  | Tim Smyczek   | Tim Smyczek       | 4                 | 6             | 6             |   |   |                |                |                |              |              |  |
|  |             | Philip Bester     | Philip Bester    | 6           | 6           |  |  | Philip Bester | Philip Bester     | 6                 | 2             | 4             |   |   |                |                |                |              |              |  |
|  | 5           | Rik De Voest      | Rik De Voest     | 2           | 4           |  |  |               |                   |                   |               |               |   |   |                |                |                |              |              |  |

### 4ª sezione
|  | Primo turno    | Primo turno        | Primo turno        | Primo turno | Primo turno |  |  | Secondo turno | Secondo turno   | Secondo turno   | Secondo turno | Secondo turno |   |   | Ultimo turno | Ultimo turno    | Ultimo turno | Ultimo turno | Ultimo turno |  |
|  |                |                    |                    |             |             |  |  |               |                 |                 |               |               |   |   |              |                 |              |              |              |  |
|  | 4              | Paul Capdeville    | Paul Capdeville    | 6           | 7           |  |  |               |                 |                 |               |               |   |   |              |                 |              |              |              |  |
|  |                | Farruch Dustov     | Farruch Dustov     | 3           | 5           |  |  | 4             | Paul Capdeville | Paul Capdeville | 7             | 6             |   |   |              |                 |              |              |              |  |
|  | Alex Kuznetsov | Alex Kuznetsov     | Alex Kuznetsov     | 5           |             |  |  |               | Alex Kuznetsov  | Alex Kuznetsov  | 6             | 2             |   |   |              |                 |              |              |              |  |
|  | Amer Delić     | Amer Delić         | Amer Delić         | 1           | r           |  |  |               |                 |                 |               |               |   |   | 4            | Paul Capdeville | 7            | 65           | 6            |  |
|  | Jesse Levine   | Jesse Levine       | 4                  | 6           | 5           |  |  |               |                 |                 | Rajeev Ram    | 6             | 7 | 4 |              |                 |              |              |              |  |
|  | Rajeev Ram     | Rajeev Ram         | 6                  | 4           | 7           |  |  |               | Rajeev Ram      | Rajeev Ram      | 6             | 6             |   |   |              |                 |              |              |              |  |
|  |                | Michael Ryderstedt | Michael Ryderstedt | 1           | 4           |  |  | 8             | Grega Žemlja    | Grega Žemlja    | 4             | 3             |   |   |              |                 |              |              |              |  |
|  | 8              | Grega Žemlja       | Grega Žemlja       | 6           | 6           |  |  |               |                 |                 |               |               |   |   |              |                 |              |              |              |  |